# Clupeonella
Genre
Clupeonella est un genre de poissons de la famille des clupéidés (Clupeidae).

## Liste des espèces
Selon World Register of Marine Species (28 février 2025) :
- Clupeonella abrau (Maliatsky, 1930)
- Clupeonella caspia Svetovidov, 1941
- Clupeonella cultriventris (Nordmann, 1840)
- Clupeonella engrauliformis (Borodin, 1904)
- Clupeonella grimmi Kessler, 1877
- Clupeonella muhlisi Neu, 1934
- Clupeonella tscharchalensis (Borodin, 1896)

Selon ITIS (25 août 2016) :
- Clupeonella abrau (Maliatsky, 1930) – Abrau sprat
- Clupeonella cultriventris (Nordmann, 1840)
- Clupeonella engrauliformis (Borodin, 1904)
- Clupeonella grimmi Kessler, 1877